# Мото Гран-Прі Франції
Мо́то Гран-Прі Фра́нції (фр. Grand Prix moto de France) — етап змагань Чемпіонату світу із шосейно-кільцевих мотогонок MotoGP. Перші змагання відбулися 1920 року, у 1951-му змагання вперше потрапили у календар чемпіонату світу (етапи чемпіонату Європи відбувались в 1931, 1938 і 1939 роках). З 2000 року змагання проходять на автомотодромі Le Mans Bugatti.

## Історія
Перший етап чемпіонату світу відбувся в Альбі (під час тестів у класі 250сс трагічно загинув Даріо Амброзіні). Після річної відсутності, у 1953 році етап Мото Гран-Прі Франції знову повернувся у календар чемпіонату світу — змагання протягом трьох років відбувалися на трасі біля міста Реймс.
Після ще трьох років відсутності, у 1959 році змагання знову з'явилися у календарі MotoGP. Відтоді Мото Гран-Прі Франції відбувається щороку (з перервами у 1968, 1971 та 1993 роках).
У різні періоди свої історії, Мото Гран-Прі Франції відбувались на таких автодромах:
- Поль Рікар — 16 разів;
- Невер — 1 раз;
- Альбі — 1 раз;
- Ногаро — 2 рази;
- Клермон-Ферран — 10 разів;
- Руан — 2 рази;
- Реймс-Гу — 2 рази;
- Сарта — 14 разів, незмінно з 2000 року.

## Переможці Гран-Прі Франції
| Сезон | Moto3            | Moto2            | MotoGP          | Звіт |
| ----- | ---------------- | ---------------- | --------------- | ---- |
| 2023  | Даніель Ольгадо  | Тоні Арболіно    | Марко Беццеккі  | Звіт |
| 2019  | Джон Макфі       | Алекс Маркес     | Марк Маркес     | Звіт |
| 2016  | Бред Біндер      | Алекс Рінс       | Хорхе Лоренсо   | Звіт |
| 2015  | Романо Фенаті    | Томас Люті       | Хорхе Лоренсо   | Звіт |
| 2014  | Джек Міллер      | Міка Калліо      | Марк Маркес     | Звіт |
| 2013  | Маверік Віньялес | Скотт Реддінг    | Дані Педроса    | Звіт |
| 2012  | Луї Россі        | Томас Люті       | Хорхе Лоренсо   | Звіт |
| Сезон | 125cc            | Moto2            | MotoGP          | Звіт |
| 2011  | Маверік Віньялес | Марк Маркес      | Кейсі Стоунер   | Звіт |
| 2010  | Пол Еспаргаро    | Тоні Еліас       | Хорхе Лоренсо   | Звіт |
| Сезон | 125cc            | 250cc            | MotoGP          | Звіт |
| 2009  | Хуліан Сімон     | Марко Сімончеллі | Хорхе Лоренсо   | Звіт |
| 2008  | Майк Ді Меліо    | Алекс Дюбо       | Валентіно Россі | Звіт |
| 2007  | Серхіо Гадеа     | Хорхе Лоренсо    | Кріс Вермален   | Звіт |
| 2006  | Томас Люті       | Юкі Такахаші     | Марко Меландрі  | Звіт |
| 2005  | Томас Люті       | Дані Педроса     | Валентіно Россі | Звіт |
| 2004  | Андреа Довіціозо | Дані Педроса     | Сете Жібернау   | Звіт |
| 2003  | Дані Педроса     | Тоні Еліас       | Сете Жібернау   | Звіт |
| 2002  | Лючіо Чекінелло  | Фонсі Ньєто      | Валентіно Россі | Звіт |
| Сезон | 125cc            | 250cc            | 500cc           | Звіт |
| 2001  | Мануель Поджиалі | Дайджиро Като    | Макс Бьяджі     | Звіт |
| 2000  | Йоічі Уї         | Тору Укава       | Алекс Крівіль   | Звіт |

## Цікаві факти
- Гран-Прі Франції 1969 року стало першим змаганням, де гонщику в класі 500сс (Джакомо Агостіні) вдалось обігнати всіх інших гонщиків на понад коло[3].
- Перед гонкою 2014 року Гран-Прі Франції вдалося виграти лише п'ятьом французам: Жан Ореоль виграв гонку в класі 125сс у 1969-му, Гай Бертін святкував перемогу в класі 125сс у 1979-му, Патрік Фернандес — в класі 350сс у 1979-му, Майк Ді Меліо — у 125сс в 2008-му та Луї Россі — в класі Moto3 у 2012-му.